# Szentjánoskenyér-liszt

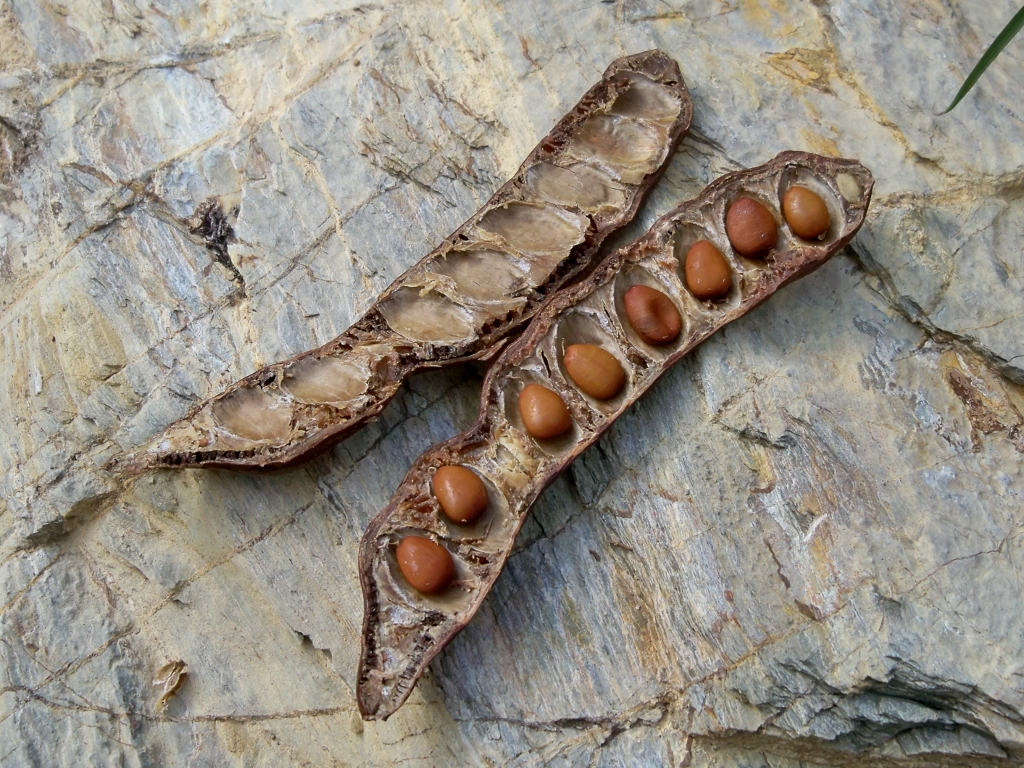
A szentjánoskenyérfa termése

A szentjánoskenyér-liszt (E410) egy élelmiszeripari adalékanyag, melyet a mediterrán térségben élő szentjánoskenyérfa magjából (Ceratonia siliqua L.) állítanak elő. 
- Kémiai szerkezetét tekintve poliszacharid.
- Képlete: C27H42NO2 Cl
- CAS száma: 9000-40-2

Az élelmiszeriparban térfogatnövelőként, stabilizálószerként, valamint emulgeálószerként alkalmazzák. Napi maximum beviteli mennyiség nincs meghatározva, bár extrém nagy adag elfogyasztása esetén puffadás léphet fel. Ezt a bélflóra által okozott erjedés okozza.
Rákkeltő hatást nem mutattak ki.